# Ärztekasse
Die Ärztekasse ist eine 1964 gegründete standeseigene Genossenschaft mit dem Zweck, die frei praktizierenden Leistungserbringenden im Schweizer Gesundheitswesen – hauptsächlich Arzt- und Therapiepraxen – in nichtmedizinischen und administrativen Aufgaben zu entlasten. Sie ist mit ihren zehn Agenturen in allen Regionen der Schweiz präsent und beschäftigt rund 350 Mitarbeitende. Das Angebot umfasst mehrere Informatikprodukte zur Praxisverwaltung, für die Dokumentation der Krankengeschichten sowie zur Leistungserfassung und -abrechnung. Den rund 20'000 Kundinnen und Kunden stehen zudem eine umfangreiche Dienstleistungspalette und zahlreiche ergänzende digitale Services zur Verfügung. In ihrem Rechenzentrum bei Genf bearbeitet die Ärztekasse ein Honorarvolumen von rund 3,4 Milliarden Franken. Sie ist Schweizer Marktführerin sowohl in Sachen Praxissoftware als auch im Outsourcing von administrativen Tätigkeiten im ambulanten Bereich des Gesundheitswesens. 